# BAT FK 23 Bantam
El B.A.T. FK 23 Bantam era un caza biplano monoplaza británico producido por la firma British Aerial Transport Limited de Londres.

## Diseño y desarrollo
El primer diseño realizado para la compañía British Aerial Transport Co. Ltd. (B.A.T.) por el ingeniero mecánico y diseñador de aeronaves Frederick Koolhoven , cuando dejó la compañía Armstrong Whitworth en 1917 fue el caza monoplaza modelo F.K.22. Se trataba de un biplano de dos secciones construido en madera, con fuselaje monocasco diseñado para acondicionar un motor radial ABC Mosquito de 120 cv (89 kW) pero, los constantes fallos de este motor obligaron a la instalación del ABC Wasp I de 170 cv (127 kW) en el primer y el tercer modelo de la aeronave. La segunda aeronave fue acondicionada con un motor Gnome Monosoupape rotativo de 75 kW (100 cv) y fue éste el primero en volar en Martlesham Heath en enero de 1918. Posteriormente el motor fue sustituido por un rotativo Le Rhône 9J de 110 cv. 
El contrato de construcción original indicaba seis aeronaves de desarrollo, pero tres aeronaves fueron construidas como el F.K.23 Bantam I, el segundo prototipo fue entonces rebautizado como Bantam II. El Bantam I era de la misma estructura de madera pero era ligeramente más pequeño. Dos prototipos posteriores de mayor tamaño fueron también construidos seguidos por al menos nueve aeronaves de desarrollo. El primero voló en el Royal Aircraft Establishment de Farnborough el 26 de julio de 1918. Un ejemplar fue enviado para su valoración a Villacoublay , Francia y una aeronave posterior fue enviada al USAAC (Cuerpo Aéreo del Ejército de los Estados Unidos) en el campo Wright Field en 1922.
Los Bantam de producción incorporaron algunos cambios de diseño, sobre todo para eliminar las insatisfactorias características en barrena que presentaban los prototipos. Se aumentaron la envergadura del ala y de los estabilizadores, se redujo la deriva y se aumentó la superficie del timón de dirección. Los continuos problemas con el motor y la reducción de efectivos y material de la RAF fueron los principales factores para no solicitar nuevos Bantam. 
Tras el cierre de la BAT, Koolhoven adquirió este avión y lo trasladó a Holanda en donde se le cambió el motor; esta vez se optó por un Armstrong Siddeley Lynx radial de 200 cv.
En el registro civil británico aparecieron varios ejemplares, entre ellos uno pilotado, en una competición celebrada en junio de 1919, por el piloto de pruebas de la B.AT. Christopher Draper. Este aparato se caracterizaba por un plano inferior cortado a la mitad de su longitud original y un plano superior sostenido por montantes inclinados.

## Variantes
F.K.22 Bantam I
Versión de prototipo y de evaluación; dos fueron construidas.
F.K.23 Bantam II
Versión de producción, tres prototipos más nueve aeronaves fueron construidas.

## Operadores
- Francia: Fuerza Aérea Francesa 01 unidad para evaluación.
- Países Bajos: La factoría de Koolhoven operó una aeronave.
- Reino Unido: La Royal Air Force operó una aeronave.
- Estados Unidos: El United States Army Air Corps operó una aeronave.

### Sobrevivientes
- Una aeronave, registrada como la K-123 se encuentra en exhibición en el Aviodrome, Holanda.

Vea la aeronave.

## Especificaciones (F.K.23 Bantam)

### Características generales
- Tipo: monoplaza de caza
- Tripulación:
- Longitud: 5,61 m (18 ft 5 in)
- Envergadura: 7,62 m (25 ft 0 in)
- Altura: 2,06 m (6 ft 9 in)
- Área del ala: 17,19 m² (185 ft²)
- Peso vacío: 378 kg (833 lb)
- Máximo peso de despegue: 599 kg (1.321 lb)
- Motor:ABC Wasp I radial de 127 kW (170 cv)

### Prestaciones
- Velocidad máxima: 206 km/h (128 mph).
- Techo operativo: 6.100 m (20.000 ft)

### Armamento
- 2 x Ametralladora Vickers de 7,7 mm (0,303 in), fijas de tiro frontal

## Contenido relacionado

### Secuencia de designación
F.K.22 – F.K.23 Bantam - F.K.24 Baboon - F.K.26 – F.K.27